# 台北林森錢櫃大火

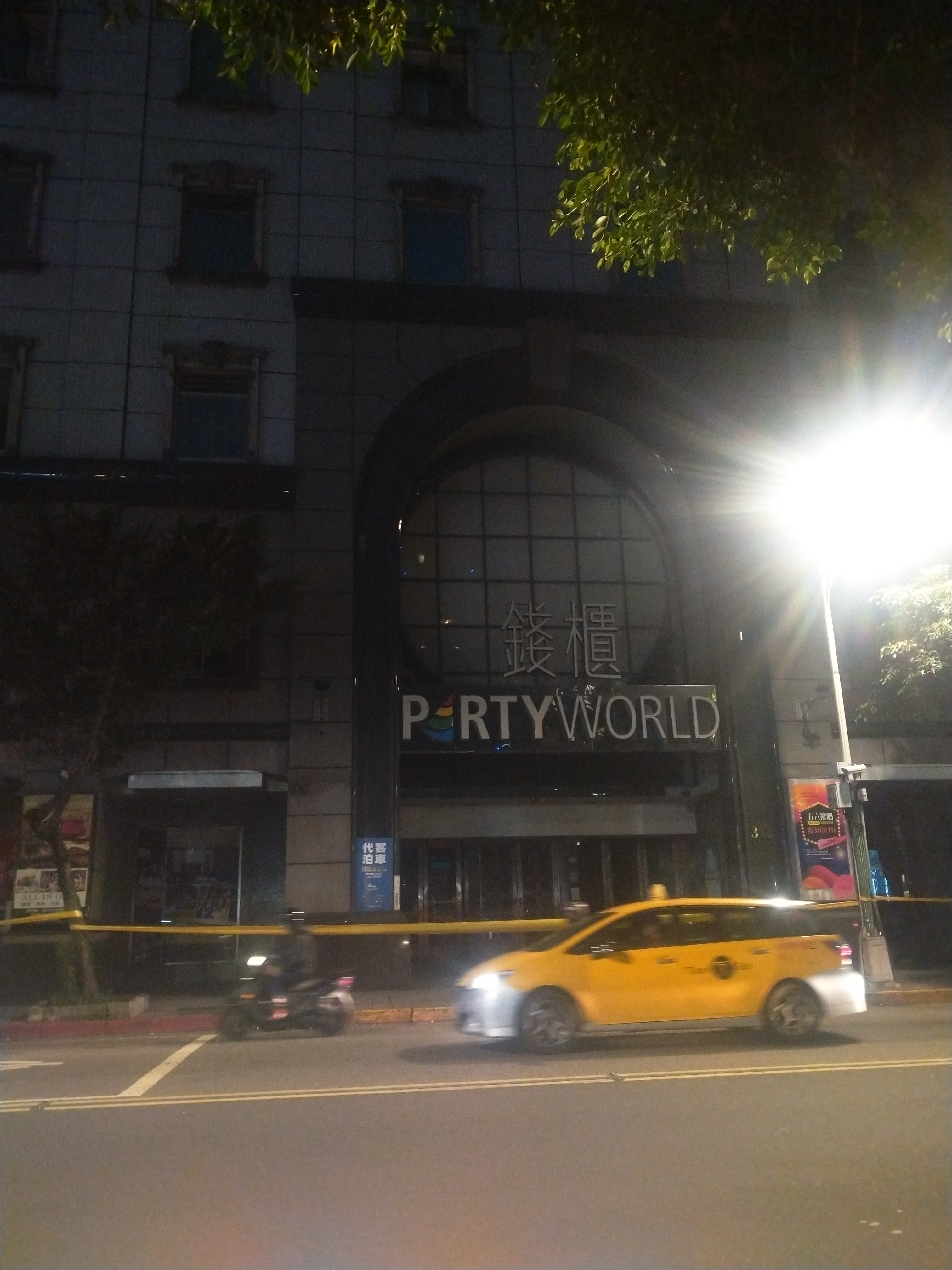
錢櫃林森店災後的大門外觀

2020年4月26日上午，錢櫃KTV臺北市林森店發生建築物火災，造成6人死亡，72人受傷。

該錢櫃KTV通過相關局處檢查並符合規定，並已於2022年12月復業。

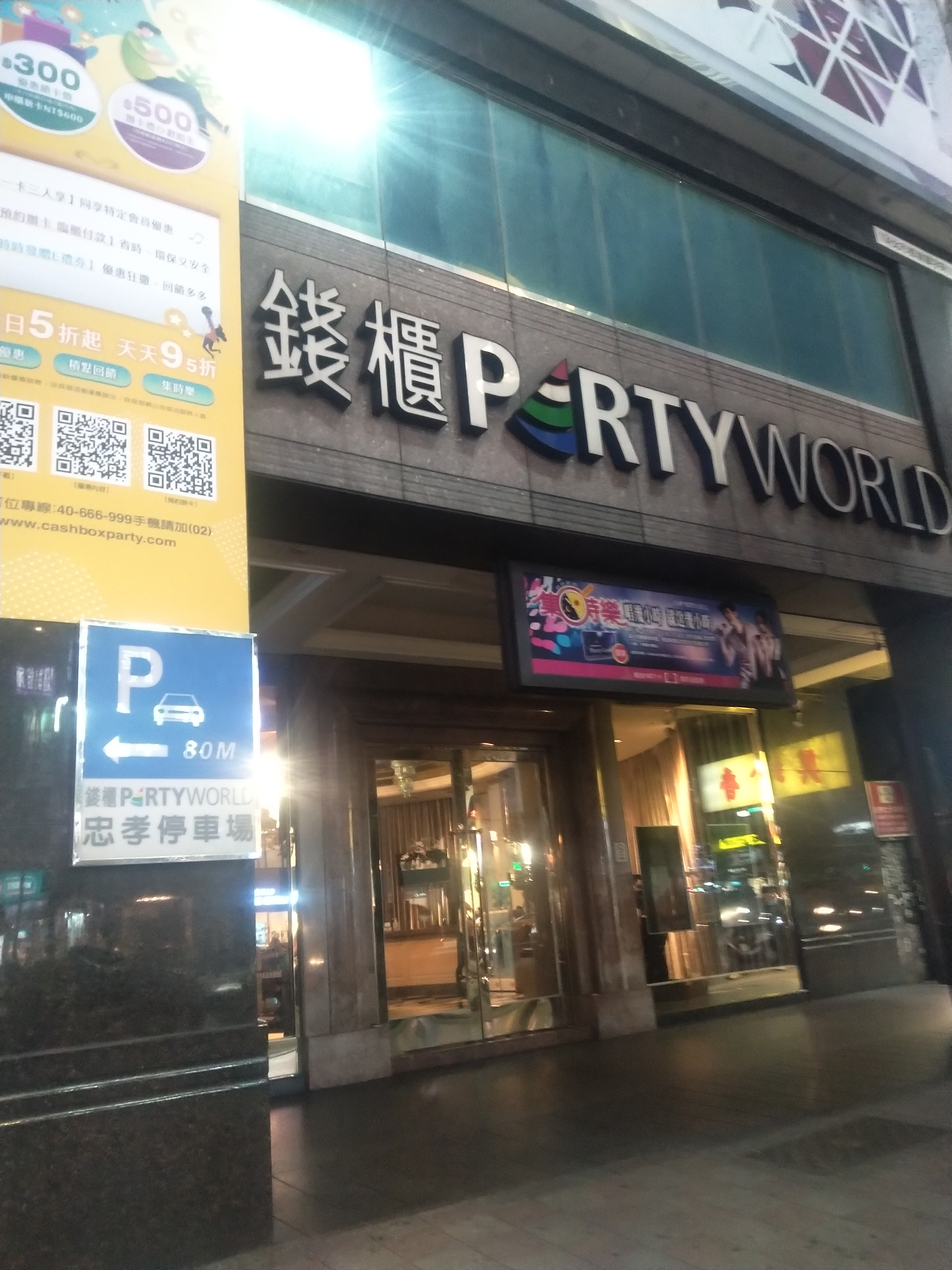
錢櫃Sogo店

## 火災過程
2020年4月26日，上午9時7分，裝設電梯工程的工頭王聖傑，進入5樓西北角供儲藏室用的包廂內，將雷射測距儀電池插上插座充電。10時52分，儲藏室發出火光。10時53分，儲藏室門口冒煙。
10時57分，臺北市政府消防局接獲通報，称中山區林森北路一棟9層樓建物發生火警。隨即調派水箱消防車42輛、雲梯消防車4輛、特種救援車10輛和救護車23輛，並出動199名消防隊隊員到場救援。上午11時30分，消防隊員撲滅火勢，經清查现场起火燃燒面積約50坪。
據現場生還民眾表示，當時工作人員根本沒有緊急反應，消防設備（警報器、自動灑水系統等）亦沒有正常運作，直到其他包廂的客人告知才獲悉已經起火。
《中央通訊社》在事發翌日統計：該次火灾共有54人受伤，其中5人死亡、7人意識不清，其餘大多数伤者為濃煙嗆傷；共疏散200人，救出156人；4月30日，另一名傷者經送至國立臺灣大學醫學院附設醫院，以葉克膜搶救5天后仍沒有效果，家屬於中午替其拔去呼吸管，并于下午1時31分宣告死亡，成為此次火灾中的第六位遇难者。

## 媒體揭露
台北市消防大隊第三大隊長王證雄表示，檢查整棟樓的消防警報相關系統後發現，包括排煙、灑水、消防警報、住警器、廣播系統等5項消防設備全部都被關閉，痛批「這是嚴重的人為疏失，也絕對違法，相關單位絕對會究責」，並且有未申報「一邊整修、一邊營運」的情況。。
此次事件成為民國85（1996）年《建築法》修正以來，最嚴重的公共安全事件。

## 政府動作
臺北市議員吳沛憶指出，上個月128家封閉式娛樂場所「全部安檢合格」，台北市3月6日針對封閉式娛樂場所全面稽查，錢櫃6家分店，沒有一家違規，而火災過後，12店安檢突然「不合格」，錢櫃3年安檢26次，包含火災前4天檢查，消防、建管「全面合格」。但大火後，相隔一週，臺北市政府卻可以查出4家錢櫃分店「違規」，質疑台北市政府消防安檢出了問題．。
2020年4月27日，中華民國內政部政務次長花敬群表示，這次調查內政部會協助臺北市政府，該有的管理都要做到位，目前看到的狀況是，施工過程中把相關消防設備全關而且沒有配套的緊急救援計畫提出，商家確實有明顯疏失。
4月29日受國民黨市議會黨團的要求前往專案報告時，臺北市市長柯文哲亦坦承缺失，並在臺北市議員要求下表示：「做為市長，我道歉就可以，不用到副市長。」願向社會致歉，隨後議員表示民意代表都有責任，因此現場民意代表及台北市政府官員集體道歉．
2020年4月30日，臺北市議會市政總質詢究責，指錢櫃大火釀禍主因是5大類7項消防安全設備全被關閉，為何聯合稽查卻沒發現缺失，消防局坦言22日聯合稽查只花20分鐘就檢查完10層樓，且僅檢查標示燈、照明燈、滅火器，7項消防設備全未列入抽查，而22日發現廠商涉及室內裝修，稽查結果卻未列缺失。

## 影響

#### 公安稽查

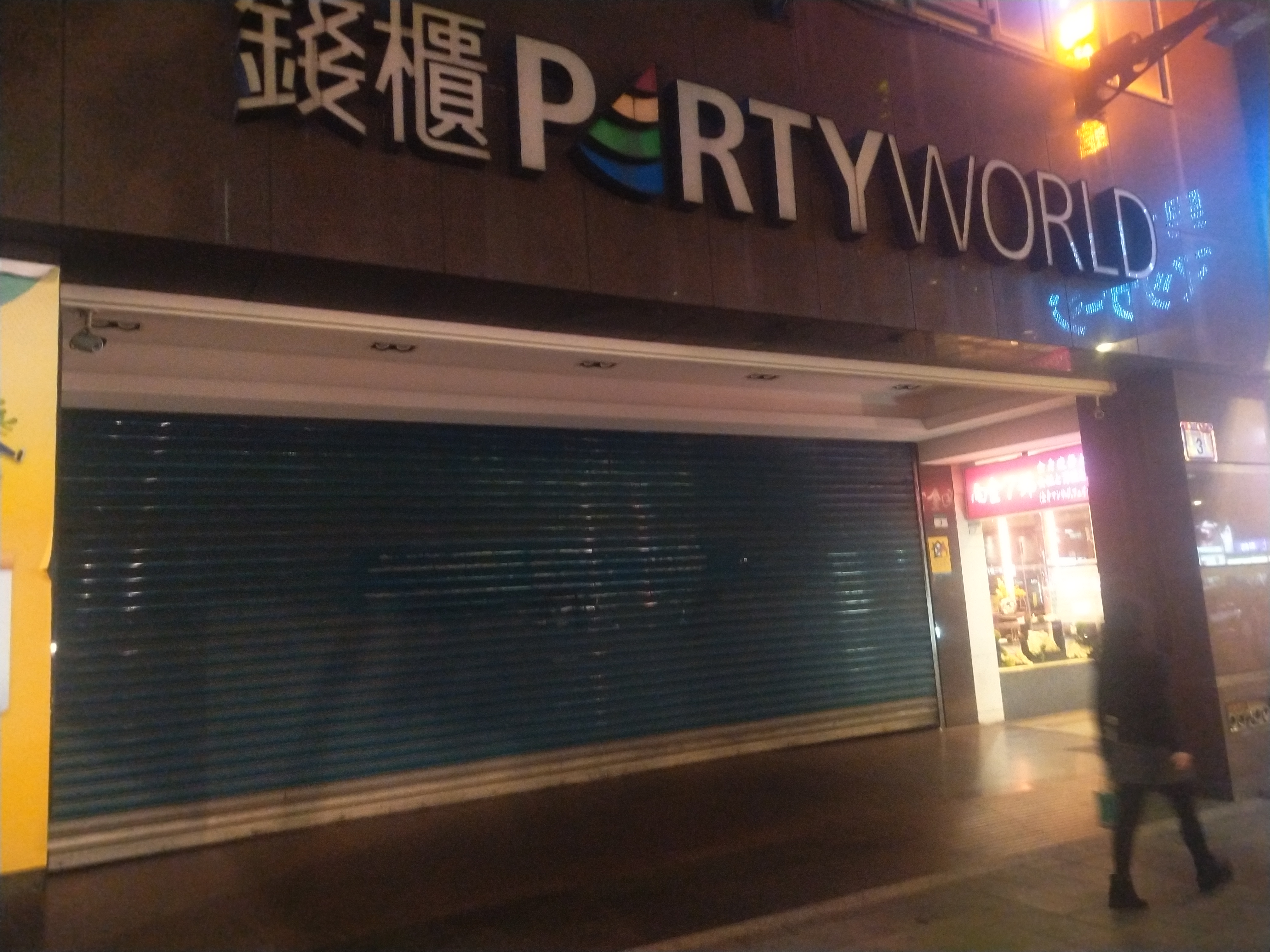
錢櫃南京店

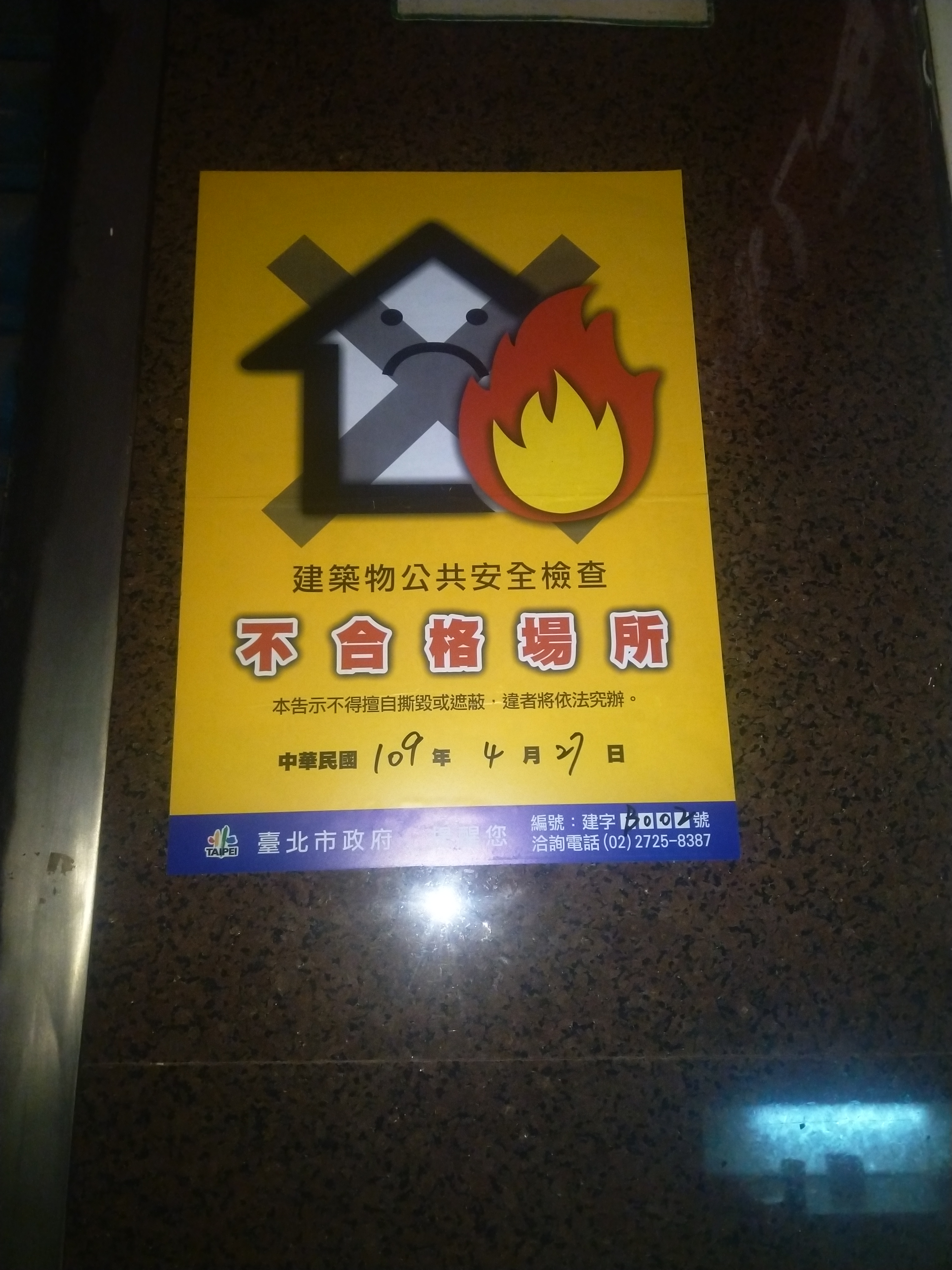
臺北市政府公告不合格場所標章 錢櫃南京店

2020年4月27日，臺北市副市長黃珊珊率領臺北市政府消防局、臺北市政府衛生局、臺北市建築管理工程處、臺北市勞動檢查處、臺北市商業處等相關單位工作人員，至轄區內錢櫃其他6家分店進行聯合檢查。有4間因消防設備不合格被勒令停業整頓。
2020年4月28日，錢櫃KTV董事召開記者會公開致歉，宣佈全台灣所有門店暫停營業一周，並給予遇難者新台幣100萬元的慰問金。
2020年4月29日，臺北市政府消防局逐一檢查臺北市轄區內20家娛樂場所，發現仍有5家電影院（真善美劇院、百老匯影城、今日秀泰）、1家KTV（好樂迪台北景美店）不符合規定，立即勒令停業。2020年4月30日，臺北市政府消防局複檢通過真善美劇院、百老匯影城、今日秀泰
2020年5月4日，議員指出，4月26日火災後北市府對68家營業場所進行安檢，發現17家不合格結果有11家隔天複檢合格恢復營業，其中包括文山區某業者(好樂迪景美店)於4月29日市府聯合稽查不合格隔天就合格，而其實4月27日消防局就去自行檢查，結果卻是合格，顯示安檢仍然有瑕疵，議員質疑錢櫃防火區劃的破壞是因為要施作兩座電梯，但是3/6稽查、3/30總檢查、4/22府級檢查都沒看到，建管處卻回答「晚上去看沒有辦法發現」．

## 後續

#### 媒體報導
2020年4月27日，錢櫃的關係企業年代電視以及壹電視在事發後一度被質疑對於本案報導不夠詳盡。對此，國家通訊傳播委員會回應認為「4月26日當天仍有錢櫃新聞，對兩家新聞台編輯自主尊重，也尊重它們的報導」。名嘴朱學恒則表示「我真希望真實世界也是這樣，我真希望5死8重傷54送醫也不存在，他們都還快快樂樂地在唱歌。」同時名嘴周玉蔻也質疑「壹電視及年代新聞台，有沒有公平合理報導林森北錢櫃大火」隨後追問「錢櫃老闆是媒體大亨，消防檢查是怎麼做的？！柯市府没放水？」

#### 家屬方面
2020年4月28日，錢櫃董事及經營高層針對「台北林森錢櫃大火」召開記者會說明並代董事長練台生轉達傷痛與歉意，但練台生本人未出面。
2020年4月29日，「台北林森錢櫃大火事件」受害者家屬上午表示，在事發後，仍完全不知要聯絡錢櫃哪個窗口，感覺很糟、誠意不足，並要求錢櫃最高負責人練台生要出面道歉。約下午3點，練台生與四名錢櫃幹部由禮儀公司人員陪同前往受害者「林子晨」靈堂上香，家屬收到通知後練台生與家屬交流約半小時後附上百萬元支票。家屬受訪表示，事前並不知道練台生會到靈堂致意，對練台生當日的態度頗不以為然，練講話的氣勢，讓人感覺很難繼續溝通。受害者「林子晨」家屬不平表示，強調重點不在錢，而是沒有道歉的意思。

#### 檢調動作
2020年5月22日，臺灣臺北地方檢察署上午以被告身分傳喚錢櫃董事長練台生到案說明，庭訊近兩小時，檢察官黃筵銘諭令以100萬元交保並限制住居、出境、出海。
2020年10月8日，台北地檢署偵結，檢察官認為，練台生、翁珮雯管理、監督錢櫃林森店，在客觀上亦均能期待其等對於該勞動場所內，關於防止發火性物質、火災、氣體、蒸氣、缺氧空氣、高溫等引起之危害事項，隨時注意是否有符合規定之必要安全衛生設備及措施，並善盡相關督導責任，藉此確保勞工安全與健康；練、翁與案發當天值班最高管理階層人員陳思宏，更均應隨時注意巡視並維護相關消防安全設備的正常運作，及檢查相關防火避難設施狀態，以確保顧客、上班勞工等相關場所使用者的生命、身體安全。練台生、翁珮雯、張惠純、黃思銘等4人，明知錢櫃林森店進行增設電梯等相關改建工程，是選擇邊營業邊施工方式，黃思銘因負責監工及製作後述施工中消防防護計畫，而練台生也因同意以管理權人身分《關於消防法規定事項》，在該份施工中消防防護計畫用印，黃思銘、練台生均應知悉該棟建築物原先防火區劃已因施工而改變，以及施工人員必須關閉前述閘閥、消防幫浦電源與拆除撒水支管，並將消防壓力桶洩壓與排水，方能進行相關施工，而有消防安全設備運作中斷，更均應注意依所製作或用印之施工中消防防護計畫，執行或督導相關防火措施等情事，4人自均應善盡己身應履行義務或讓相關消防安全設備維持正常運作，或做好施工中防護措施，及採取有效消防防護替代措施，抑或於施工時間暫停營業，藉以避免讓顧客及勞工陷於危險環境。謝勇奎身為錢櫃林森店的防火管理人，亦應善盡相關防火管理義務，進而保障相關場所使用者之生命、身體安全。而包商負責人王聖傑施工使用雷射水平測量儀，因電池沒電，進入儲藏室，替測量儀充電後，隨即離去到其他樓層工作，電池因品質異常，充電1個多小時後起火，施工區域內天花板均遭拆除，致使火勢或濃煙除均擴散至所在樓層走道外，並沿所在樓層相通之天花板上方空間，往各該樓層所設置包廂擴散蔓延，逃生路線也遭到阻斷，消防安全設備的功能失效或開關遭關閉，造成火勢及濃煙均一發不可收拾，6名在包廂唱歌的民眾因此逃生不及死亡。檢察官依過失致死罪、公共危險罪、違反《消防法》、違反《職業安全衛生法》起訴練台生和迪廣公司，而錢櫃林森店長翁珮雯、副店長張惠純、襄理陳思宏、謝勇奎和工程師黃思銘、施工工人王聖傑等6人依過失致死罪、公共危險等罪起訴。

## 案外案
2020年7月23日，台北市消防局下午在南湖大橋下發現一具浮屍，證實是涉案的北市府都發局建築管理工程處使用科業務承辦員「曾華崇」的遺體。北市府副發言人黃瀞瑩回應，經過了解，曾員因近期遭調查、媒體關注報導，承受極大壓力，今日傳出不幸，北市府表達遺憾哀悼，將協助家屬處理相關善後事宜。

## 外部連結
- 台湾中央社錢櫃KTV火警新聞專題 （页面存档备份，存于）